# سندرم ناخن زرد
سندرم ناخن زرد (انگلیسی: Yellow nail syndrome) که با نامِ «لنف‌ادم اولیه همراه با ناخن‌های زرد و پلورال افیوژن» نیز شناخته می‌شود،: ۸۴۹  یک نشانگان بسیار نادر پزشکی است که شامل پلورال افیوژن لنف‌ادم (به دلیل عدم رشد کافی عروق لنفاوی) و دیستروفی زرد ناخن است. تقریباً ۴۰٪ از مبتلایان، برونشکتازی هم دارند. این بیماری همچنین با سینوزیت مزمن و سرفه‌های مداوم مرتبط است و معمولاً بزرگسالان را مبتلا می‌کند.: ۶۶۵ 

## علائم و نشانه‌ها
ناخن‌ها به‌طور قابل توجهی با تغییر رنگ زرد تا سبز مایل به زرد، ضخیم می‌شوند.: ۷۹۲  ناخن‌ها ممکن است دارای برجستگی و افزایش انحنای پهلو به پهلو، کاهش ماهک ناخن و جدا شدن ناخن از بستر باشند. این ناهنجاری‌ها ممکن است در طول زمان تغییر کنند.
اکثر افراد مبتلا به سندرم ناخن زرد (چهار پنجم) لنف‌ادم دارند که متقارن است و معمولاً هر دو پا را تحت تأثیر قرار می‌دهد. لنف‌ادم نخستین علامت این بیماری در حدود یک سوم موارد است. درگیری بازوها و صورت، غیر معمول‌تر است، همان‌طور که لنف‌ادم شکم همراه با آسیت (تجمع مایع در حفره شکم) و تجمع مایع در اطراف قلب نیز ناشایع است.
مشکلات ریوی مختلفی در افراد مبتلا به سندرم ناخن زرد ممکن است رخ دهد. بسیاری از افراد سرفه و تنگی نفس دارند. ۴۰ درصد موارد دچار پلورال افیوژن می‌شوند که تجمع مایع در حفره جنبی است (فضایی که شامل ریه‌ها است و معمولاً فقط مقدار کمی مایع در آن وجود دارد). حدود نیمی از افراد مبتلا به سندرم ناخن زرد، یا عفونت‌های مکرر قفسه سینه یا یک بیماری مزمن ریوی به نام برونشکتازی دارند که باعث تولید مزمن خلط سینه با دوره‌های تشدید بیماری می‌شود. ۴۰ درصد از افراد مبتلا به سندرم ناخن زرد، سینوزیت مزمن دارند.
سندرم ناخن زرد با مصرف برخی داروها مرتبط است، به‌عنوان مثال پنی سیلامین، بوسیلامین و تیومالات سدیم.
سندرم ناخن زرد همچنین با قرار گرفتن در معرض تیتانیم موجود در ایمپلنت‌های دندانی یا مصرف مواد غذایی حاوی تیتانیوم دی‌اکسید همراه بوده است.

## ژنتیک
شواهد کنونی نتوانسته ژنتیکی بودن این سندرم را اثبات کند، با آنکه نوعی تظاهر خانوادگی در این سندرم مشاهده شده است.

## درمان
درمان‌های رایج باید برای ادم و هر گونه مشکل تنفسی انجام شود. در برخی از مطالعات نشان داده شده است که مکمل‌های غذایی جاوی ویتامین ئی در کنترل تغییرات ناخن مؤثر هستند.

## پیش‌آگهی
مشخص شده است که افراد مبتلا به سندرم ناخن زرد نسبت به افرادی که این بیماری را ندارند، به‌طور متوسطی طول عمر کمتری دارند.

## همه‌گیرشناسی
این بیماری بسیار نادر است و تقریباً ۱۵۰ مورد از آن تاکنون در مقاله‌های پزشکی گزارش و شرح داده شده است.

## تاریخچه
این بیماری نخستین بار توسط پزشکی به نام هِـلِر در سال ۱۹۲۷ گزارش شد و نخستین مجموعه موارد در نشریه‌ای در سال ۱۹۶۴ توسط پزشکان بریتانیایی پیتر دریک سَـمِن و ویلیام وایت توصیف شد. موارد دیگری ممکن است در سال ۱۹۶۲ ثبت شده باشد.